# Garden (shelaのアルバム)
『Garden』（ガーデン）は、日本の女性歌手、shelaの通算2枚目のアルバムである。2003年7月24日にavex traxよりリリース。

## 解説
前回が色をテーマに歌ってきたshelaの集大成的作品であったのに対し、今回は花をテーマに歌ってきたshelaの集大成的作品である。
マキシシングル「Rose」、「Himawari」、「Baby's breath」、「cherry blossom」、「クローバー」の曲が収録されている。
CD-EXTRA仕様で、シングル5曲のPVのダイジェストが収録されている。

## 収録曲
1. Rose
  - 作詞・作曲：伊秩弘将 / 編曲：水島康貴
  - 昭和シェル石油「春のXカード」CMソング
2. SHOUT!!
  - 作詞・作曲：Fredrik Bjork / Tony Malm / Per Eklund　編曲：Cobra Endo / 日本語詞：菜穂
  - ラトビア人歌手のアンナ・ポランスキーに「Blush」というタイトルでカバーされている。
3. I believe in love
  - 作詞・作曲・編曲：渡辺未来
  - TBS系愛の劇場『一攫千金夢家族2』主題歌
4. Forgive
  - 作詞：MIZUE / 作曲・編曲：田辺恵二
5. in my pocket
  - 作詞・作曲・編曲：原一博
6. Smile
  - 作詞：MIZUE / 作曲：LORI FINE / 編曲：COLDFEET
7. Days
  - 作詞：shela / 作曲・編曲：原一博
  - テレビ東京系アニメ『ヒカルの碁』エンディングテーマ
8. 枯れない花
  - 作詞：中原涼 / 作曲・編曲：田辺恵二
9. Baby's breath
  - 作詞：mavie / 作曲：森元康介 / 編曲：鈴木雅也
  - TBS系「Pooh!」2003年1月度エンディングテーマ
10. Let me be with you
  - 作詞・作曲：F.Thomander、A.Wikstrom、J.Schultze / 編曲：Cobra Endo、Kurt Howell / 日本語詞：上田起士
11. treasure
  - 作詞：shela / 作曲：SOTARO@ZZ / 編曲：安部潤
12. sakura
  - 作詞・作曲：早川大地 / 編曲：家原正樹
13. 星が見える場所
  - 作詞：shela / 作曲：Megumi Oizumi / 編曲：SOTARO@ZZ
  - テレビ東京系「プラチナチケット」エンディングテーマ
14. All My Life
  - 作詞：MIZUE / 作曲：LORI FINE / 編曲：前嶋康明
15. 夏の夜
  - 作詞：shela / 作曲：早川大地 / 編曲：前嶋康明

## 参加ミュージシャン
- 増崎孝司：Guitar (#5、#7)
- 梶原順：Guitar (#1)
- Jack Holder：Guitar (#2)
- 松田文：Guitar (#6)
- 久米康隆：Guitar (#9)
- 鈴木健治：Guitar (#11)
- 吉田孝輔：Guitar (#13)
- Charlie Morgan（英語版）：Drums (#2)
- David Huff：Drums (#10)
- Michael Bringardello：Bass (#10)
- 佐々木史郎（Bucchus）：Flugel Horn (#14)
- 鈴木正則 （Bucchus）：Flugel Horn (#14)
- LORI FINE（COLDFEET）：Keyboards,Chorus (#6)
- 川村ゆみ：Chorus (#5、#7)
- 佐々木久美：Chorus (#9)
- 河合夕子：Chorus (#12)
- 村山達哉：Strings Arrangement (#1、#7、#13)
- 桐山/村山ストリングス：Strings (#1、#7)
- 加藤ジョーストリングス：Strings (#11)
- 桑野聖ストリングス：Strings (#15)
- 水島康貴：Programming (#1)
- Matt Fordham：Programming (#2)
- 田辺恵二：Programming (#4、#8)
- WATUSI（COLDFEET）：Programming (#5)
- 原一博：Programming (#6)
- 鈴木雅也：Programming (#9)
- Kurt Howell：Programming (#10)
- 白川善久：Programming (#13)
- 渡辺未来：Programming、Guitar (#3)
- 安部潤：Strings Arrangement、Programming (#11)
- 家原正樹：Programming、Guitar (#12)
- 前嶋康明：Horn Arrangement、Strings Arrangement、Programming、Acoustic Piano (#12、#14、#15)